# Lijst van rijksmonumenten in Dongen (plaats)
De plaats Dongen telt 46 inschrijvingen in het rijksmonumentenregister. Hieronder een overzicht.
| Object | Oorspronkelijke functie?  | Bouwjaar                     | Architect             | Locatie                       | Coördinaten?                  | Nr.?   | Afbeelding                                                                          |
| --- | ------------------------- | ---------------------------- | --------------------- | ----------------------------- | ----------------------------- | ------ | ----------------------------------------------------------------------------------- |
| Brabantse langgevelboerderij                                                                                                | Boerderij                 | 18e eeuw                     |                       | Gemeentenweg 39               | 51° 38' 47" NB, 4° 58' 43" OL | 13210  | Upload foto                                                                         |
| In den Zwaan | Boerderij                 | 18e/19e eeuw                 |                       | Heuvelstraat 6                | 51° 37' 25" NB, 4° 55' 37" OL | 13211  | Meer afbeeldingen                                                                   |
| Woonhuis onder schilddak en met dakruiter                                                                                   | Woonhuis                  | begin 19e eeuw               |                       | Klein Dongenseweg 13          | 51° 38' 57" NB, 4° 56' 33" OL | 13212  | Meer afbeeldingen                                                                   |
| Boerderij met riet gedekt wolfdak                                                                                           | Boerderij                 | 17e of 18e eeuw              |                       | Klein Dongenseweg 44          | 51° 38' 41" NB, 4° 56' 47" OL | 13213  | Meer afbeeldingen                                                                   |
| Boerderij met woongedeelte onder hoog pannen zadeldak tussen puntgevels met vlechtingen. Bakhuis onder pannendak op het erf | Boerderij                 | 1683                         |                       | Vaartweg 6                    | 51° 39' 4" NB, 4° 57' 24" OL  | 13214  | Meer afbeeldingen                                                                   |
| Boerenwoning onder rieten zadeldak en voorzien van ramen met kleine roedenverdeling                                         | Boerderij                 | 19e eeuw                     |                       | Martinus Nijhoffstraat 1      | 51° 37' 19" NB, 4° 57' 18" OL | 13215  | Boerenwoning onder rieten zadeldak en voorzien van ramen met kleine roedenverdeling |
| Koningin Wilhelmina | Industrie- en poldermolen | 1893                         |                       | Windmolenweg 14               | 51° 38' 8" NB, 4° 55' 50" OL  | 13216  | Meer afbeeldingen                                                                   |
| Boerderij van het langstraatse type, met dwarshuis en topgevel                                                              | Boerderij                 |                              |                       | Kerkstraat 32                 | 51° 37' 25" NB, 4° 55' 58" OL | 13217  | Boerderij van het langstraatse type, met dwarshuis en topgevel                      |
| Boerderij van het langstraatse type met door pilasters omlijste ingang                                                      | Boerderij                 |                              |                       | Kerkstraat 34                 | 51° 37' 25" NB, 4° 55' 59" OL | 13218  | Boerderij van het langstraatse type met door pilasters omlijste ingang              |
| Nederlands hervormde kerk                                                                                                   | Kerk en kerkonderdeel     | ca. 1500 en later            |                       | Kerkstraat 56                 | 51° 37' 24" NB, 4° 56' 9" OL  | 13220  | Nederlands hervormde kerk                                                           |
| Toren | Kerk en kerkonderdeel     |                              |                       | Kerkstraat 52                 | 51° 37' 24" NB, 4° 56' 8" OL  | 13221  | Meer afbeeldingen                                                                   |
| Leerlooierij | Industrie                 | midden 19e eeuw              |                       | Klein Dongenseweg 15          | 51° 38' 56" NB, 4° 56' 33" OL | 13222  | Leerlooierij                                                                        |
| Boerderij van het Kempische langgeveltype                                                                                   | Woonhuis                  | begin 19e eeuw               |                       | Klein Dongenseweg 24          | 51° 38' 52" NB, 4° 56' 33" OL | 13223  | Meer afbeeldingen                                                                   |
| Langgevelboerderij | Boerderij                 | laatste kwart 19e eeuw       |                       | Eindsestraat 21               | 51° 37' 9" NB, 4° 57' 50" OL  | 517175 | Langgevelboerderij                                                                  |
| Vlaamse schuur | Opslag                    | laatste kwart 19e eeuw       |                       | Eindsestraat 21               | 51° 37' 9" NB, 4° 57' 50" OL  | 517176 | Upload foto                                                                         |
| Looierij | Industrie                 | 1866                         |                       | Achter den Ham 1-15           | 51° 37' 57" NB, 4° 56' 4" OL  | 517178 | Meer afbeeldingen                                                                   |
| Woonhuis | Woonhuis                  | ca. 1860                     |                       | Hoge Ham 9                    | 51° 37' 56" NB, 4° 56' 2" OL  | 517179 | Woonhuis                                                                            |
| Woonhuis | Woonhuis                  | 1890                         |                       | St. Josephstraat 41           | 51° 37' 21" NB, 4° 57' 4" OL  | 517181 | Meer afbeeldingen                                                                   |
| Fabriekshal | Industrie                 | 1920                         |                       | St. Josephstraat 39A          | 51° 37' 21" NB, 4° 57' 4" OL  | 517182 | Meer afbeeldingen                                                                   |
| H. Hubertuskerk | Kerk en kerkonderdeel     | 1865                         | P. Soffers            | Vaartweg 108                  | 51° 38' 36" NB, 4° 58' 1" OL  | 517184 | Meer afbeeldingen                                                                   |
| Heilig Hartbeeld | Gedenkteken               | 1930                         |                       | Vaartweg bij 108              | 51° 38' 36" NB, 4° 57' 59" OL | 517185 | Heilig Hartbeeld                                                                    |
| Sint-Laurentiuskerk | Kerk en kerkonderdeel     | 1920-1921                    |                       | Gasthuisstraat 1              | 51° 37' 44" NB, 4° 56' 18" OL | 517190 | Meer afbeeldingen                                                                   |
| Heilig Hartbeeld | Gedenkteken               | 1922                         |                       | Gasthuisstraat bij 1          | 51° 37' 44" NB, 4° 56' 18" OL | 517191 | Meer afbeeldingen                                                                   |
| Looierij | Industrie                 | 1875-1900                    |                       | Kardinaal van Rossumstraat 43 | 51° 37' 34" NB, 4° 56' 11" OL | 517193 | Looierij                                                                            |
| Woonhuis | Woonhuis                  | 1920                         |                       | Kardinaal van Rossumstraat 43 | 51° 37' 34" NB, 4° 56' 11" OL | 517194 | Woonhuis                                                                            |
| Half vrijstaande looierswoning                                                                                              | Bedrijfs-,fabriekswoning  | tweede helft 19e eeuw        |                       | Heuvel 16                     | 51° 37' 27" NB, 4° 55' 31" OL | 517195 | Half vrijstaande looierswoning                                                      |
| Leerlooierij | Industrie                 | 1899                         |                       | Heuvel 15                     | 51° 37' 27" NB, 4° 55' 33" OL | 517196 | Leerlooierij                                                                        |
| Villa Berkenheuvel | Woonhuis                  | 1918                         |                       | Heuvelstraat 8                | 51° 37' 25" NB, 4° 55' 39" OL | 517197 | Villa Berkenheuvel                                                                  |
| Vrijstaande leerlooierij | Industrie                 | 1900                         |                       | Heuvelstraat 1                | 51° 37' 29" NB, 4° 55' 38" OL | 517200 | Upload foto                                                                         |
| Dubbel woonhuis met winkel                                                                                                  | Werk-woonhuis             | 1890                         |                       | Hoge Ham 82                   | 51° 37' 46" NB, 4° 56' 17" OL | 517202 | Dubbel woonhuis met winkel                                                          |
| Fabrikantenvilla | Woonhuis                  | 1914                         |                       | Hoge Ham 122                  | 51° 37' 39" NB, 4° 56' 27" OL | 517205 | Fabrikantenvilla                                                                    |
| Klooster Franciscanessen | Klooster, kloosteronderdl | 1898                         |                       | Hoge Ham 25                   | 51° 37' 52" NB, 4° 56' 10" OL | 517206 | Meer afbeeldingen                                                                   |
| Vrijstaand herenhuis in een eclectische stijl                                                                               | Woonhuis                  | 1875                         |                       | Hoge Ham 65                   | 51° 37' 45" NB, 4° 56' 21" OL | 517207 | Meer afbeeldingen                                                                   |
| Woonhuis, gebouwd voor leerfabrikant                                                                                        | Woonhuis                  | 1925                         |                       | St. Josephstraat 37           | 51° 37' 21" NB, 4° 57' 6" OL  | 517210 | Woonhuis, gebouwd voor leerfabrikant                                                |
| Transformaterhuisje | Nutsbedrijf               | ca. 1920                     |                       | Kerkstraat (bij)              | 51° 37' 26" NB, 4° 55' 54" OL | 517211 | Upload foto                                                                         |
| Leerlooierij en schoenfabrieken                                                                                             | Nijverheid                | 1891                         |                       | Kerkstraat 2B                 | 51° 37' 26" NB, 4° 55' 50" OL | 517212 | Meer afbeeldingen                                                                   |
| Leerlooierij, thans in gebruik als heemkundig museum                                                                        | Nijverheid                | 1890                         |                       | Kerkstraat 33                 | 51° 37' 26" NB, 4° 55' 60" OL | 517214 | Leerlooierij, thans in gebruik als heemkundig museum                                |
| Villa | Woonhuis                  | 1890                         |                       | Kerkstraat 41                 | 51° 37' 26" NB, 4° 56' 2" OL  | 517215 | Villa                                                                               |
| Voormalige schoenenfabriek                                                                                                  | Industrie                 | 1905-1915                    |                       | Kerkstraat 53                 | 51° 37' 26" NB, 4° 56' 10" OL | 517216 | Meer afbeeldingen                                                                   |
| Voormalig internaat | Onderwijs en wetenschap   | 1895                         |                       | Kardinaal van Rossumstraat 22 | 51° 37' 36" NB, 4° 56' 8" OL  | 517221 | Voormalig internaat                                                                 |
| Woonhuis met looierij | Woonhuis                  | 1876                         |                       | Vaartweg 109                  | 51° 38' 36" NB, 4° 58' 4" OL  | 517224 | Woonhuis met looierij                                                               |
| Half vrijstaand herenhuis                                                                                                   | Woonhuis                  | ca. 1875                     |                       | Hoge Ham 57                   | 51° 37' 46" NB, 4° 56' 18" OL | 517234 | Half vrijstaand herenhuis                                                           |
| Pastorie in eclectische stijl                                                                                               | Kerkelijke dienstwoning   | ca. 1890                     |                       | Vaartweg 110                  | 51° 38' 36" NB, 4° 58' 1" OL  | 525724 | Pastorie in eclectische stijl                                                       |
| Grafmonument in Neo-gotische vormgeving van de stichters van de kerk                                                        | Begraafplaats en -onderdl |                              |                       | Vaartweg bij 108              | 51° 38' 36" NB, 4° 57' 59" OL | 525732 | Upload foto                                                                         |
| Pastorie | Kerkelijke dienstwoning   | 1920-1921                    | Jos en Pierre Cuypers | Gasthuisstraat 1              | 51° 37' 44" NB, 4° 56' 18" OL | 525733 | Meer afbeeldingen                                                                   |
| Ronde Molen / De Hoop (molenromp)                                                                                           | Industrie- en poldermolen | 1845 (bouw) 1925 (onttakeld) |                       | Monseigneur Nolenslaan bij 17 | 51° 37' 32" NB, 4° 57' 5" OL  | 527275 | Meer afbeeldingen                                                                   |